# Tim Lester
Timothy Lee Lester (* 15. Juni 1968 in Miami, Florida, USA; † 12. Januar 2021 in Milton, Georgia) war ein American-Football-Spieler. Er spielte Fullback unter anderem bei den Pittsburgh Steelers in der NFL.

## Laufbahn
Lester spielte bei den Eastern Kentucky Colonels der Footballmannschaft der Eastern Kentucky University in Richmond. In der NFL Draft 1992 wurde er in der 10. Runde an 255. Stelle durch die Los Angeles Rams verpflichtet. Lester wurde überwiegend als Blocker eingesetzt und hatte die Aufgabe dem eigenen Runningback den Weg durch die gegnerische Abwehr freizublocken. 1993 verpflichteten die Rams Jerome Bettis, mit dem er ein eingespieltes Duo bildete. 1995 wechselte Lester zu den Steelers, ein Jahr später folgte Bettis. 1995 konnten die Steelers unter ihrem Coach Bill Cowher und ihrem Quarterback Neil O’Donnell in das AFC Championship Game einziehen und gegen die Indianapolis Colts mit 20:16 gewinnen. Der anschließende Super Bowl XXX ging gegen die Dallas Cowboys allerdings mit 27:17 verloren. 1996 folgte Bettis Lester zu den Steelers. Mit Hilfe von Tim Lester entwickelte sich Bettis zu einem der besten Runningbacks der NFL. 1997 konnte Bettis seine Saisonbestleistung auf 1665 Yards steigern. Da Bettis für seinen kraftvollen und direkten Laufstil bekannt war, erhielt er schnell den Nickname: The Bus, Lester als sein Vorblocker erhielt den Nicknamen: Busdriver. 1999 wechselte Lester als Vorblocker von Emmitt Smith zu den Cowboys und beendete nach acht Jahren seine Laufbahn. Lester gelangen während der regular Season selbst zwei Touchdowns.
2004 war Tim Lester Assistant Coach der Scottish Claymores in der NFLE.
2021 starb er im Alter von 52 Jahren an Komplikationen von COVID-19.